# Badoda
Badoda è una suddivisione dell'India, classificata come municipality, di 15.672 abitanti, situata nel distretto di Sheopur, nello stato federato del Madhya Pradesh. In base al numero di abitanti la città rientra nella classe IV (da 10.000 a 19.999 persone).

## Geografia fisica
La città è situata a 25° 48' 41 N e 76° 37' 09 E.

## Società

### Evoluzione demografica
Al censimento del 2001 la popolazione di Badoda assommava a 15.672 persone, delle quali 8.293 maschi e 7.379 femmine. I bambini di età inferiore o uguale ai sei anni assommavano a 2.914, dei quali 1.547 maschi e 1.367 femmine. Infine, coloro che erano in grado di saper almeno leggere e scrivere erano 7.544, dei quali 5.036 maschi e 2.508 femmine.